# Micreumenes annulipes
Micreumenes annulipes är en stekelart som först beskrevs av Cameron 1910.  Micreumenes annulipes ingår i släktet Micreumenes och familjen Eumenidae. Inga underarter finns listade i Catalogue of Life.